# Saint Mary's College (Kurume)
Il Saint Mary's College è un'università privata di indirizzo cattolico con sede a Kurume, presso Fukuoka, in Giappone.

## Storia
Le origini del college si ricollegano on quelle dell'ospedale aperto nel 1915 dal medico cattolico Yozo Ide, giunto nel Kyūshū da Nagasaki per curare la popolazione povera. La chiesa dell'ospedale, dedicata a Nostra Signora della Neve, fu la prima cattedrale di Fukuoka. Nel 1973 nell'ospedale fu istituita la Saint Mary's High School of Nursing, per la formazione del personale infermieristico. La scuola fu elevata al rango di junior college nel 1986 e nel 2006 iniziò a erogare corsi accademici della durata di tre anni più uno.